# Erina sumbensis
Erina sumbensis är en fjärilsart som beskrevs av Tite 1963. Erina sumbensis ingår i släktet Erina och familjen juvelvingar. Inga underarter finns listade i Catalogue of Life.